# Весельев, Анатолий Павлович
Анатолий Павлович Весельев (18 июля 1929, станица Усть-Лабинская — 11 мая 2023) — советский государственный деятель в области строительства предприятий нефтяной и газовой промышленности, лауреат Государственной премии СССР (1986).

## Биография
Родился 18 июля 1929 года в станице Усть-Лабинской Краснодарского края. Окончил строительный факультет Новочеркасского политехнического института имени С. Орджоникидзе (1952). Кандидат экономических наук.
Скончался 11 мая 2023 года.

### Трудовая деятельность
- 1952—1966 — инженер-проектировщик, старший инженер, руководитель группы, заместитель начальника отдела, начальник отдела, заместитель главного инженера института «Гипровостокнефть» Миннефтепрома СССР (Куйбышев).
- 1966—1969 — командировка в Алжир.
- 1969—1972 — заместитель главного инженера института «Гипровостокнефть».
- 1972—1979 — инструктор Отдела тяжёлой промышленности ЦК КПСС.
- 1979—1991 — заместитель Министра строительства предприятий нефтяной и газовой промышленности СССР — начальник Главного управления кадров и социального развития Миннефтегазстроя СССР.
- 1991—1993 — президент ассоциации «Интеллект» (1991—1993);
- 1993—1997 — исполнительный директор общественного объединения «Фонд ветеранов нефтегазового строительства»;
- с 1997 года — исполнительный директор Фонда поддержки ветеранов нефтегазового строительства, советник президента ОАО «Стройтрансгаз», председатель комитета по социальным проблемам Российского союза нефтегазостроителей.

С 2012 года был на пенсии.
Участвовал в освоении нефтяных и газовых месторождений Поволжья, Средней Азии, Казахстана, Западной Сибири и других регионов Советского Союза.
Кандидат экономических наук.
Лауреат Государственной премии СССР (1986 — за разработку и внедрение системы освоения природных ресурсов Западно-Сибирского нефтегазового комплекса вахтовым методом), премий имени Н. К. Байбакова, Б. Е. Щербины, В. И. Муравленко. Награждён орденами Трудового Красного Знамени, «Знак Почёта», Золотой медалью имени А. К. Кортунова. Почётный нефтяник, Почётный работник газовой промышленности, Почётный работник топливно-энергетического комплекса, Заслуженный нефтегазостроитель.